# Burundi ai Giochi della XXIX Olimpiade
Il Burundi ha partecipato ai Giochi della XXIX Olimpiade che si sono svolti a Pechino dall'8 al 24 agosto 2008 non riuscendo però a vincere nessuna medaglia.

## Atletica leggera
Uomini
| Atleta               | Evento   | Tempo    | Pos. |
| -------------------- | -------- | -------- | ---- |
| Joachim Nshimirimana | Maratona | 2:29'55" | 68   |

Donne
| Atleta                | Evento | Batteria  | Batteria  | Finale            | Finale            |
| Atleta                | Evento | Tempo     | Posizione | Tempo             | Posizione         |
| --------------------- | ------ | --------- | --------- | ----------------- | ----------------- |
| Francine Niyonizegiye | 5000 m | 17:08'44" | 29        | Non ha proseguito | Non ha proseguito |

## Nuoto
| Atleta          | Evento            | Batteria | Batteria   | Semifinale        | Semifinale        | Finale            | Finale            |
| Atleta          | Evento            | Tempo    | Classifica | Tempo             | Classifica        | Tempo             | Classifica        |
| --------------- | ----------------- | -------- | ---------- | ----------------- | ----------------- | ----------------- | ----------------- |
| Elsie Uwamahoro | 50 m stile libero | 36"86    | 86         | Non ha proseguito | Non ha proseguito | Non ha proseguito | Non ha proseguito |